# Glossário da banda desenhada

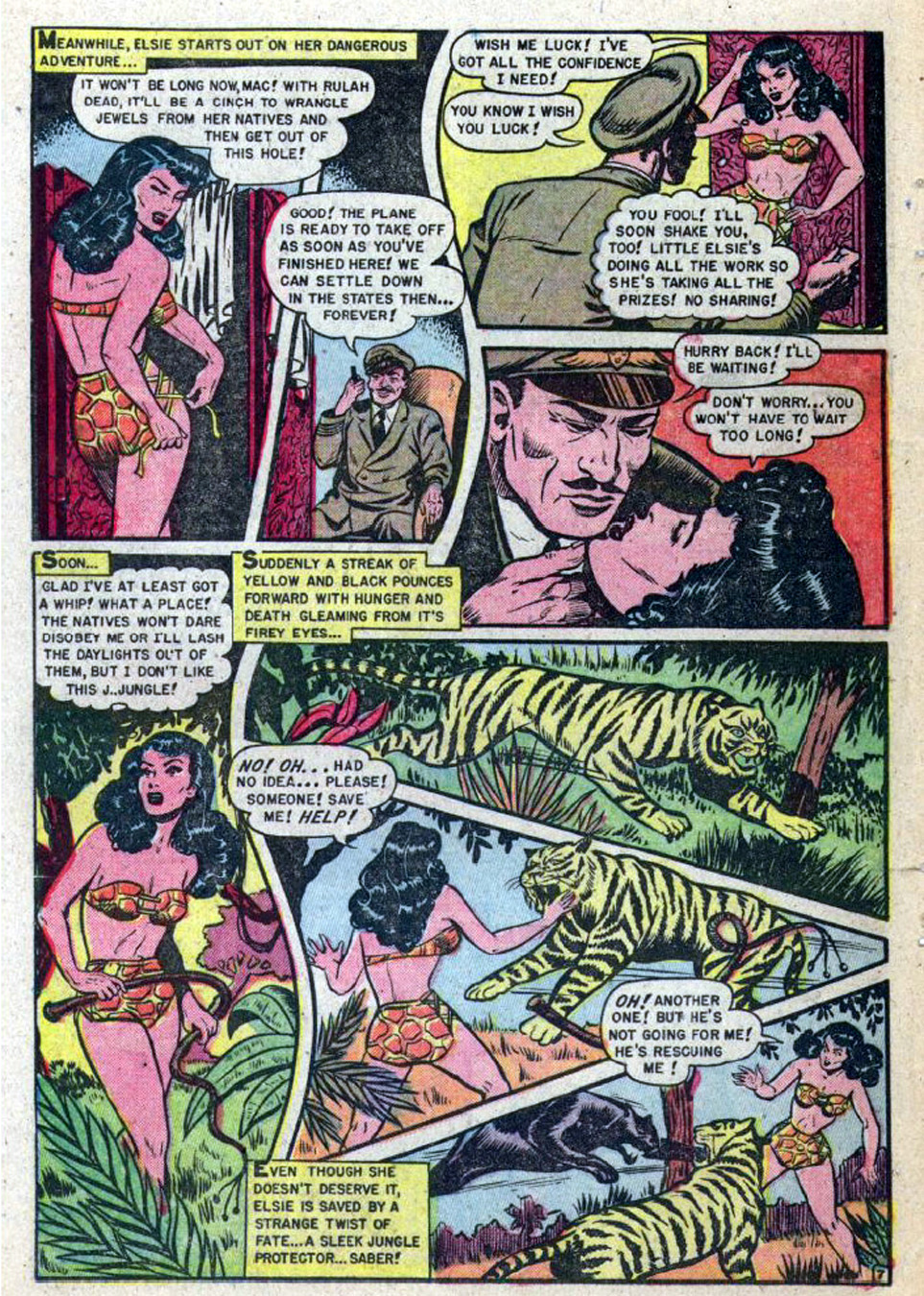
Exemplo de balões de diálogos e de pensamentos, legendas, bordas não-retangulares e linhas de movimento (Rulah Jungle Goddess #24 p. 8).

Este é um glossário da banda desenhada.

## Glossário

### Arco
Também chamado de arco de história, é uma narrativa contada de forma continuada através de episódios, não necessariamente de forma linear.

### Equipe criativa
Grupo de profissionais responsáveis por determinada história. É o conjunto formado por escritor (também chamado de guionista ou roteirista), desenhador, arte-finalista, colorista, letrista, dentre outros, caso haja outros envolvidos. Uma ou mais funções podem ser acumuladas por uma única pessoa.

### Fill-in
Também referido como fill-in issue, é uma edição produzida para, literalmente, "preencher" determinado cronograma. Quando está enfrentando atrasos, e a editora não quer que a revista seja lançado com atraso, uma história é produzida para ser publicada entre as edições atrasadas. Por exemplo: "Parte 1" é lançada em janeiro. A "Parte 2", entretanto, não ficará pronta em tempo de ser lançada em fevereiro. Desta forma, uma nova história é lançada em fevereiro para dar tempo da "Parte 2" ser concluída e lançada em março.

### Balão de diálogo
Convenção gráfica utilizada mais comumente em quadrinhos, tiras e cartoons para permitir palavras (e muito raramente, imagens), devendo ser entendida como a representação de fala de um determinado personagem nos quadrinhos.

### Balão de pensamento
Possui função similar, mas destina-se à representação do pensamento de um determinado personagem.

### Borda
Quando usada, indica a moldura do quadro ou vinheta. Estes são normalmente de forma retangular, mas essa forma pode ser alterada para transmitir informação para o leitor. Um painel em forma de nuvem podem indicar um flashback ou uma sequência de sonho, enquanto que um com uma borda irregular pode ser usada para transmitir a raiva ou choque. Um quadro sem moldura é utilizado para transmitir o espaço. O próprio quadro pode ser formado com a imagem. Por exemplo, uma cena pode ser enquadrada por uma moldura da porta ou por binóculos.

### Calha
Também chamada de sarjeta ou requadro, é o espaço entre os quadros. Scott McCloud identifica a calha como uma das ferramentas mais importantes da narrativa em quadrinhos, ao demonstrar em um exemplo, McCloud define uma calha como uma conclusão.

### Legenda
Legenda, recordatório ou récitatif em francês  é um dispositivo narrativo muitas vezes usado para transmitir informações que não pode ser comunicada pela arte ou da fala. As legendas podem ser usados no lugar de balões de pensamento, pode ser na primeiro-segunda ou terceira pessoa, e pode ser atribuído a um narrador independente.

### Linha de movimento
Também chamadas de linhas de ação, linhas cinéticas ou linhas de velocidade, são usadas para representar o movimento de pessoas ou objetos.

### Onomatopeia
Palavra para definir efeitos sonoros, normalmente, eles são escritos/desenhados de forma a enfatizar a sua natureza, tais como o efeito de som de um carro de piloto rápido quase inclinado a partir da sua velocidade, ou um ruído estridente retratado de uma forma irregular, arranhado.
No mercado japonês são dividas em:
- giseigos (擬声語), que imitam vozes;
- gigongos (擬音語) que imitam sons[11]

### Quadrinização
Processo de transposição literária para o formato de banda desenhada, o termo foi cunhado pela EBAL de Adolfo Aizen, enquanto publicada a revista Edição Maravilhosa, inspirada nas revistas estrangeiras Classic Comics e Classics Illustrated, inicialmente a editora publicou adaptações de romances publicadas nessas revistas e mais tarde iniciou uma série de adaptações de romances brasileiros (iniciada com a adaptação de O Guarani de José de Alencar pelo quadrinista André LeBlanc). e até biografias. O termo mangalização é usado quando a adaptação apresenta influência dos mangas.

### Reboot
Também chamado de reinicialização, é uma nova versão de obra, diferente do remake, não tem compromisso em respeitar o cânone.

### Retcon
Também chamado de continuidade retroativa, consiste em alterar fatos da origem ou de outro ponto da história de uma obra, retcons podem ser adicionados numa recontagem de origem ou em uma prequela.

### Storyboard

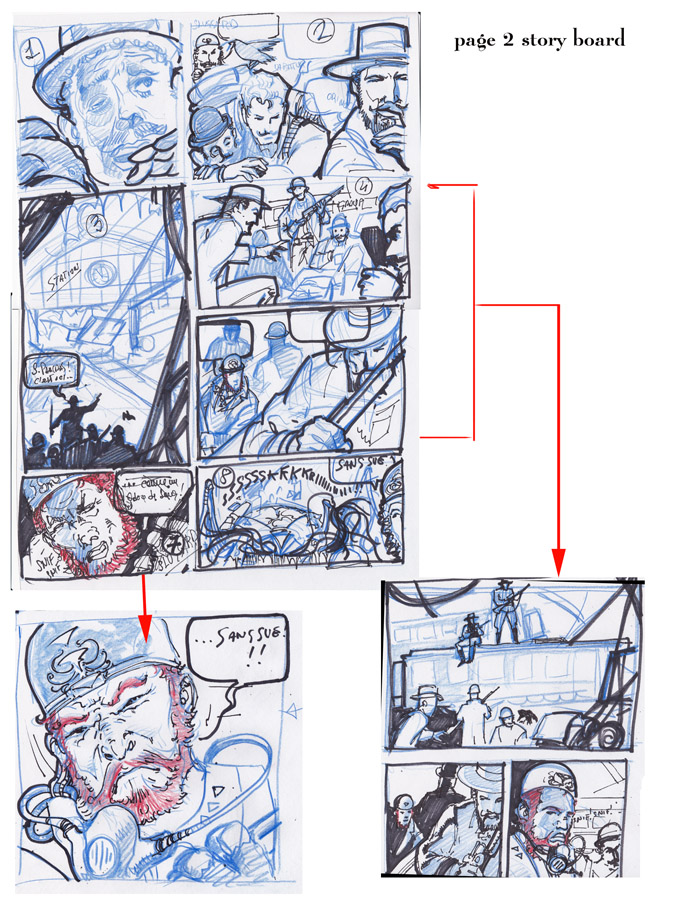
Exemplo de storyboard.

Versão em banda desenhada de um filme ou de uma secção específica de um filme, produzido previamente para auxiliar os directores e cineastas a visualizar as cenas e encontrar potenciais problemas antes que eles aconteçam. Os storyboards muitas vezes trazem setas e instruções que indicam o movimento ou dinâmica de cenas, personagens e objetos. Um diretor de arte e artistas envolvidos ditam a norma em cada passo.
Em banda desenhada, é uma técnica de guião de banda desenhada onde esboços são usados para definir as cenas e balões, como sinônimos podem ser usados os termos: rafe (transliteração do termo em inglês rough), ou "name", esse último foi popularizado pela franquia de anime e manga Bakuman, porém, editoras como a espanhola "Norma Editorial" e a brasileira "JBC", optaram por usar storyboard.

### Splash Page
Página inicial ou às vezes referida simplesmente como um "splash", é um desenho de página inteira em uma banda desenhada. A página inicial é muitas vezes usado como a primeira página de uma história, e inclui o título e os créditos.

### Symbolia

Exemplos de symbolia, onomatopeia e linhas de ação.

Léxico criado pelo cartunista Mort Walker para indicar símbolos usados em banda desenhada, também chamados de metáforas visuais.
Exemplos de symbolia:
- Emanata: Linhas usadas para definir choque e surpresa.
- Grawlixes:símbolos gráficos usados para substituir palavras de baixo calão.

### Tarzanide
Personagem parecido com Tarzan.

### Team-up
Tipo de histórias de super-herói onde dois personagens lutam lado a lado.

### Vinheta
Vinheta ou quadro é o espaço onde fica o desenho e os balões. No mercado japonês, o termo utilizado é koma (コマ)

### Cartoons

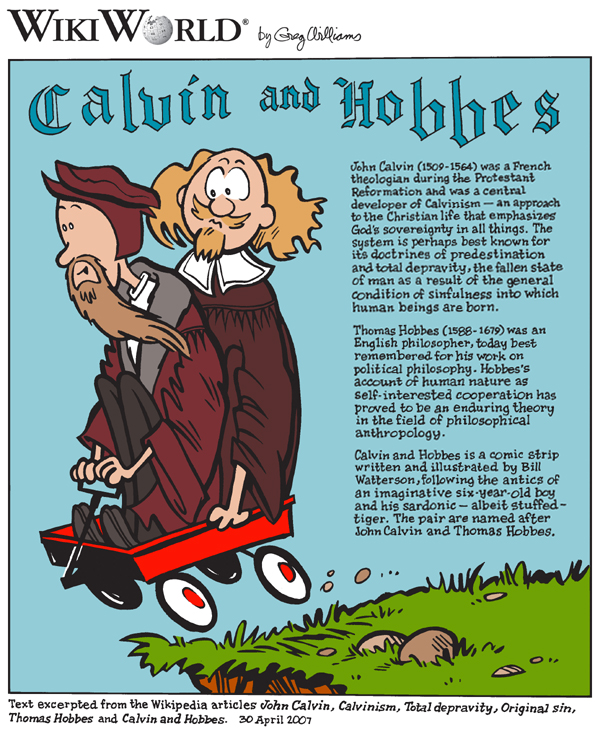
Exemplo de cartoon

Também chamado de cartum no português brasileiro, embora composto de uma única imagem, foi debatido que, uma vez que o cartoon combina tanto palavras quanto imagens e constrói uma narrativa, ele merece sua inclusão entre os formatos de banda desenhada.

### Tira
Sequência de imagens. O termo é actualmente mais usado para definir as tiras curtas publicadas diariamente em jornais, mas historicamente o termo foi designado para definir qualquer espécie de tira, não havendo limite máximo de quadros, sendo o mínimo de dois. As pranchas dominicais eram coloridas e de início ocupavam uma página inteira de jornal.

### Revista de banda desenhada
Também chamada de revista em quadrinhos no Brasil, ou "comic book" como é predominantemente conhecida nos Estados Unidos e Inglaterra, é o formato comumente usado para a publicação de histórias do género, desde séries românticas aos populares super-heróis.

### Graphic novel
Formato de revista de banda desenhada que geralmente trazem enredos longos e complexos, frequentemente direccionados ao público adulto. Contudo o termo não é estritamente delimitado, sendo usado muitas vezes para implicar diferenças subjectivas na qualidade artística entre um trabalho e outro.

### Text comics
Banda desenhada sem balões de diálogo e usando apenas legendas.

### Webcomic
Também chamada de"online comics", "web comics" ou "digital comics", são histórias de banda desenhada publicadas na Internet. Muitas webcomics são divulgadas e vendidas exclusivamente na rede, enquanto outras são publicadas em papel mas mantendo um arquivo virtual por razões comerciais ou artísticas. Com a popularização da Internet, o formato webcomic evoluiu, passando a tratar desde as tradicionais tiras até graphic novels.